# Udías
Udías is een gemeente in de Spaanse provincie en regio Cantabrië met een oppervlakte van 19,64 km². Udías telt 903 inwoners (1 januari 2016).

## Demografische ontwikkeling
Bron: INE, 1877-2011: volkstellingen
Opm.: Tot 1877 behoorde Udías tot de gemeente Alfoz de Lloredo